# Цикл сексуальних реакцій людини

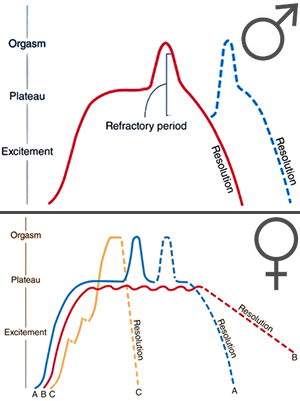
Графіки типових сексуальних циклів: у чоловіка (зверху) і жінки (знизу)

Цикл сексуальних реакцій людини (англ. human sexual response cycle) — чотирифазна модель фізіологічних реакцій на сексуальну стимуляцію. У порядку їхньої появи виділяють фазу збудження, фазу плато, фазу оргазму і фазу розслаблення. Модель уперше запропонували американські сексологи Вільям Мастерс і Вірджинія Джонсон у їхній книжці Human Sexual Response («Сексуальні реакції людини»), що вийшла 1966 року. Відтоді з'явилися і інші моделі опису людських сексуальних реакцій.

## Фаза збудження
Фаза збудження (excitement phase, arousal phase, initial excitement phase) — перша стадія циклу сексуальних реакцій. Вона виникає як наслідок фізичної або мисленої еротичної стимуляції, наприклад, поцілунків, пестощів, перегляду еротичних зображень — все це спричиняє сексуальне збудження. Протягом цієї фази тіло готується до статевого акту, поступово переходячи до фази плато.

### В обох статей
В обох статей фаза збудження проявляється у почастішанні серцевих скорочень і дихання, зростанні кров'яного тиску. Дослідження 2006 року показало, що в близько 82 % жінок і 52 % чоловіків сексуальне збудження виникало чи збільшувалося внаслідок прямої стимуляції сосків, у той час як 7-8 % опитаних заявили, що це, навпаки, зменшувало збудження. Приплив крові до шкіри, що прийнято звати «сексуальним почервонінням» (sex flush), відбувається приблизно у 50-75 % жінок і 25 % чоловіків. Почервоніння має тенденцію частіше траплятися у теплі і може взагалі бути відсутнім на холоді.
У жінок процес почервоніння починається з появи рожевуватих плям під грудьми, які потім поширюються на всі молочні залози, тулуб, обличчя, руки, підошви, іноді і на все тіло. Приплив крові також спричинює пояскравішання клітора, піхвових стінок. У чоловіків почервоніння проявляється не так інтенсивно, воно починається з епігастральної ділянки, поширюється на груди, шию, обличчя, лоб, спину, й іноді на плечі і передпліччя. Почервоніння зазвичай зникає зразу після настання оргазму, але може залишатися близько двох годин по тому, іноді супроводжуючись інтенсивним потовідділенням. Спад почервоніння йде зазвичай у зворотному порядку його виникнення.
Підвищення м'язового тонусу (міотонія) певних груп м'язів, що починається під час цієї фази в обох статей, може бути вольовим чи мимовільним. Окрім того, зовнішній анальний сфінктер може мимоволі скорочуватися при контакті (у фазі оргазму скорочення можуть відбуватися і без зовнішнього впливу).

### У чоловіків
У чоловіків початок фази збудження помітний тоді, коли статевий член починає ерегувати — часто через кілька секунд після початку стимуляції. Ерекція може пропасти і відновитися протягом цієї фази, якщо остання триває досить довго. Обидва яєчка підтягаються вгори до промежини. Особливо це помітно в обрізаних чоловіків — збільшений статевий член натягує шкіру, а відсутність крайньої плоті спричиняє натягування у кореня пеніса. Калитка також може напружуватися і товстішати за рахунок припливу крові під час процесу ерекції.

### У жінок
У жінок фаза збудження може тривати від кількох хвилин до кількох годин. Приплив крові до тканин (вазоконгестія) спричиняє набухання клітора, малих статевих губ, піхви. М'язи навколо піхвового отвору напружуються, матка підіймається угору і збільшується в розмірах, склепіння піхви утворює своєрідний «купол». Піхвові стінки починають виділяти змазку. Молочні залози злегка збільшуються у розмірах, соски твердішають і сильніше виступають над поверхнею.

## Фаза плато
Фаза плато (англ. plateau phase) — стадія сексуального збудження, що передує оргазму. Назва цієї фази (допускається наголошення як «пла́то», так і «плато́») походить від слова plateau — «стабільний, усталений рівень» (пор. «плато»). Вона характеризується збільшеною частотою кровообігу і серцевих скорочень в обох статей, підвищеним сексуальним задоволенням через збільшення стимуляції, і подальшим зростанням м'язової напруги. Глибина дихання також на підвищеному рівні. І чоловіки, і жінки можуть починати видавати мимовільні крики. Надмірне тривання цієї фази без прогресування у фазу оргазму може привести до фрустрації, втраті задоволення і відсутності розрядки.

### У чоловіків
Протягом цієї фази скорочується внутрішній уретральний сфінктер — для запобігання змішанню сечі зі спермою і назадній еякуляції. М'язи в основі статевого члена починають сталі ритмічні скорочення. Чоловіки можуть почати виділяти передеякулят, яєчка підіймаються ближче до тіла.

## Фаза оргазму
Фаза оргазму є завершенням фази плато. Вона супроводжується швидкими циклами м'язових скорочень нижньотазових м'язів, що оточують анус і зовнішні статеві органи. Жінки також відчувають скорочення м'язів матки і піхви. Оргазми часто також супроводжуються іншими мимовільними діями, такими як крики і спазми інших ділянок тіла, відчуттям загальної ейфорії. Частота серцевих скорочень ще вища, ніж у попередній фазі.

### Оргазм у чоловіків
У чоловіків оргазм супроводжується еякуляцією. Викид кожної порції сімені поєднується з тривалими сплесками сексуальної насолоди, особливо у статевому члені і попереку. Відчуття також можуть проявлятися в області крижів. Перша і друга конвульсії зазвичай викликають сильніші відчуття, і виводять найбільшу кількість сімені. Надалі кожне скорочення продукує менший об'єм сперми і приглушеніше відчуття задоволення.

### Оргазм у жінок
Жіночий оргазм може значно різнитися у різних жінок. У цілому відчуття аналогічні оргазму чоловіків, окрім того, вони супроводжуються посиленим виділенням піхвової змазки, напруженням стінок піхви і загальною насолодою.

## Фаза розслаблення
Фаза розслаблення (англ. resolution phase) наступає після оргазму. М'язи розслабляються, кров'яний тиск знижається, тіло повертається до звичайного стану. У фазі розслаблення виділяють період відновлення (refractory period) — час, по закінченні якого можливий повторний оргазм. Насамперед це стосується фази розслаблення чоловіків, хоча в жінок теж може бути відновлювальний період.

### У чоловіків
Мастерс і Джонсон описали двоетапну детумесценцію статевого члена: у першій стадії зменшується зі свого ерегованого стану до розміру, приблизно на 50 % більшого, ніж розмір у спокійному стані. Ця стадія відповідає періоду відновлення. У другій стадії (по закінченні періоду відновлення) пеніс продовжує зменшуватися у розмірах і повертається до спокійного стану. Протягом відновлювального періоду настання оргазму вважається неможливим. Автори стверджують, що тільки по закінченні цього періоду чоловік може знову збудитися.

### У жінок
Згідно з Мастерсом і Джонсон, жінки наділені здатністю оргазмувати повторно дуже швидко: як тільки вони отримують достатню стимуляцію. Внаслідок цього вони здатні мати багаторазові оргазми за відносно короткі проміжки часу. Хоча в цілому автори повідомляють, що в жінок взагалі відсутній період відновлення, завдяки чому можливий додатковий оргазм або неодноразові оргазми, деякі інші джерела пишуть про відновлювальний період і в жінок, протягом якого сексуальна стимуляція не спричинює збудження. У деяких жінок клітор після менопаузи дуже чутливий, що робить додаткову стимуляцію з самого початку болісною. Після першого оргазму повторний може бути навіть сильнішим і приємнішим — внаслідок кумулятивного ефекту накопичення збудження.

## Статеві відмінності
Мастерс і Джонсон стверджують, що незважаючи на певні незначні відмінності, сексуальні реакції в обох статей в цілому аналогічні. Щоправда, дослідники зауважують, що існує багато розбіжностей між чоловіками і жінками саме в строках цих реакцій. По-перше Мастерс і Джонсон запропонували єдину модель для чоловіків і три різних моделі для жінок. На їхню думку, у різних чоловіків відмінності полягають лише в тривалості фаз, у той час як у жінок розбіжності можуть стосуватися рівно як тривалості, так і інтенсивності. Ці варіації можуть становити проблему, оскільки фізіологи навели докази того, що ця модель підходить не для всіх: наприклад, більшість жінок не відчувають оргазму безпосередньо від самого проникнення фалоса в піхву. Мастерс і Джонсон також описують як фізіологічні відповідники чоловічу ерекцію і жіноче виділення піхвової змазки (лубрикацію) у фазі збудження. Рой Левін же стверджує, що це твердження неправдиве: жіночий клітор гомологічний чоловічому пенісу, отже, справжнім відповідником чоловічій ерекції має бути ерекція клітора.
З іншого боку, існує невідповідність між суб'єктивним і генітальним сексуальними збудженнями. Дослідження Мередіт Чиверз (Meredith L. Chivers) і Майкла Бейлі (J. Michael Bailey) показують, що чоловіки схильні проявляти статево детерміноване збудження — від осіб подобаної статі (залежно від сексуальної орієнтації). Жінки, навпроти, можуть проявити збудження від обох статей: і подобаної як сексуального партнера, і неподобаної.
У цілому, модель Мастерса і Джонсон критики вважають більш застосовною до чоловіків, ніж до жінок.

## Критика
Було проведене багато досліджень, заснованих на моделі Мастерса і Джонсон. Втім, були помічені деякі неточності в описах стадій. Так, Рой Левін (Roy Levin) вказав на кілька слабких місць цієї моделі. Перш за все, Мастерс і Джонсон кажуть, що піхва покривається змазкою під час фази збудження — Левін доводить, що статеві губи виробляють свою власну змазку. Також Левін навів результати досліджень, згідно з якими першими сигналами сексуального збудження у жінок є підвищений приплив крові до піхви, а не виділення змазки. Він також піддав критиці дані про сексуальні реакції чоловіків: за Мастерсом і Джонсон, розмір сексуального задоволення прямо пов'язаний з об'ємом виверженого еякуляту, але Розенберг, Газзард, Талльман і Оль провели опитування серед чоловіків і з'ясували, що для більшості опитаних інтенсивність оргазму пов'язується скоріше з силою сім'явиверження, ніж з його об'ємом. Окрім того, низка дослідників свідчать про те, що деякі чоловіки можуть мати багаторазові оргазми, всупереч тому, що стверджують Мастерс і Джонсон.
Деякі дослідники також критикують і те, що Мастерс і Джонсон описують сексуальні реакції виключно фізіологічними термінами. Так, дослідники Еверерд і Лаан виявили, що сексуальне збудження можна представити як емоційний стан: як у чоловіків, так у жінок. Інші вказують, що нема узгодженості між суб'єктивним збудженням у жінок і їхнім генітальним збудженням. На думку Роузмері Бессон (Rosemary Basson), ця модель погано пояснює жіночі сексуальні реакції, зокрема, у разі довготривалих особистих стосунків.

## Альтернативні моделі
Відразу після того як Мастерс і Джонсон опублікували свою роботу, деякі науковці розкритикували їхню модель циклу сексуальних реакцій. Так, Гелен Зінгер Каплан доводила, що Мастерс і Джонсон оцінили сексуальні реакції лише з погляду фізіології, у той час як слід було врахувати і психологічні, емоційні і когнітивні аспекти. Як висновок Каплан запропонувала свою модель з трьох фаз: бажання (desire), збудження (excitement) і оргазм. На її думку, всі три фази взаємопов'язані, хоча і мають різні нейрофізіологічні механізми. Схожим чином Пол Робінсон доводить, що фази збудження і плато є, по суті, тим же самим, і критикує роботу Мастерса і Джонсон за невиразне визначення закінчення фази збудження і початку фази плато.
Інша запропонована модель називається «моделлю „стимул-мотивація“» (англ. incentive-motivation model). Вона пояснює, що сексуальне бажання в обох статей походить від взаємодії між системою чуттєвих сексуальних реакцій і низкою стимулів, присутніх у навколишньому. Дослідники доводять, що ця модель ґрунтується на припущенні, що сексуальне бажання не є чимось спонтанним, мимовільним. Окрім того, з цієї моделі випливає, що річ не в тім, що займаються сексом, бо відчувають сексуальне бажання, а скоріше, в тім, що відчувають сексуальне бажання, бо займаються сексом.
Дослідниця Роузмері Бессон запропонувала свою модель сексуальних реакцій. Доводячи, що лінійна модель є доброю для пояснення чоловічих сексуальних реакцій, але погано пояснює сексуальні реакції жінок, Бессон висуває «циркулярну модель» (circular model). На її думку, душевна близькість і прив'язаність до партнера підвищує ефективність сексуальної стимуляції. Це призводить до посиленого сексуального збудження, яке може врешті привести до оргазму. Отже, це позитивне сексуальне збудження продовжує сексуальне бажання жінки, яке в свою чергу, зміцнює і її чуття близькості до партнера. Інші дослідники спробували оцінювати жіночу сексуальну функцію у межах цієї нової моделі, але дійшли суперечливих висновків. У дослідженні, проведеному Гілсом і Маккейбом (Giles and McCabe), було виявлене, що лінійна модель сексуальних реакцій є надійним показником жіночої сексуальної функції (і дисфункцій), циркулярна модель з цим завданням справляється гірше. Коли вони дещо змінили траєкторії останньої, вона стала добре передбачувати жіночу сексуальну поведінку. Ще в одному дослідженні, проведеному на малайзійськими жінками, циркулярна модель виявила себе дійсно добрим показником жіночого сексуального бажання й збудження. Але для остаточного підтвердження кращості циркулярної моделі потрібні додаткові дослідження.

## Сексуальні дисфункції
Вчення про цикл сексуальних реакцій людини створює базу для вивчення і класифікації сексуальних дисфункцій у чоловіків та жінок
. Відповідно до чотирифазного ділення циклу всі дисфункції можна поділити на чотири основних категорії: гіполібідемія, розлад сексуального збудження, аноргазмія і розлади, пов'язані з болісністю статевого акту в жінок (диспареунія, вагінізм). Так вони класифіковані ще в DSM-IV-TR. Втім, останні дослідження вимагають істотного перегляду наявної моделі з метою підвищення ефективності лікування цих дисфункцій (так, одні дисфункції в жінок можуть поєднуватися з іншими). Одне з досліджень показало, що серед пацієнток з гіполібідемією 41 % мали принаймні ще один сексуальний розлад, і 18 % — дисфункції інших трьох категорій.
Іншою проблемою є те, що в жінок існує значна відмінність між бажанням і збудженням. Сінтія Грем (Cynthia Graham), критично оцінивши
концепцію розладу жіночого сексуального збудження (female sexual arousal disorder, скорочено FSAD), виявила на основі опитування жінок, що сексуальне збудження іноді передує сексуальному бажанню, всупереч моделі Мастерса і Джонсон; в інших випадках бажання настає перед збудженням. З огляду високих показників коморбідності між гіполібідемією і розладом жіночого сексуального збудження, вона схильна об'єднати ці розлади як категорію «Сексуальний інтерес/Розлад збудження» («Sexual Interest/Arousal Disorder»). Гарманн з колегами, підсумувавши погляди щодо поточної моделі циклу сексуальних реакцій, зробили висновок, що «простим розширенням і продовженням DSM-IV критеріїв і традиційних систем класифікації циклу сексуальних реакцій неможливо дійти до діагностичних категорій і підтипів, які могли б слушно відбити суть жіночих сексуальних проблем».